# Laya
Laya is een bestuurslaag in het regentschap Ogan Komering Ulu van de provincie Zuid-Sumatra, Indonesië. Laya telt 1700 inwoners (volkstelling 2010).